# Karmelićani
Red braće Blažene Djevice Marije od gore Karmela (karmelićani) (lat. Ordo Fratrum Beatae Mariae Virginis de Monte Carmelo, OCarm) rimokatolički je crkveni red koji je 1185. utemeljio Berthold Kalabrijski. Danas ima nekoliko muških i ženskih ogranaka. U 15. stoljeću utemeljena je ženska grana, a nakon obnove Terezije Avilske i Ivana od Križa u 16. stoljeću odvojila se grana bosonogih karmelićana i klauzurnih bosonogih karmelićanki. Krajem 19. stoljeća Marija Terezija od sv. Josipa utemeljila je karmelićanke Božanskog Srca Isusova. Karmelićani se odlikuju velikim štovanjem Blažene Djevice Marije pod čijom zaštitom žive i djeluju od osnutka.

## Povijest Reda

### Drevno pravilo (OCarm)
U doba križarskih ratova počeli su se skupljati u zajednice na gori Karmel pobožni muževi da tu u pokori i molitvi, pod zaštitom Blažene Djevice Marije, služe Bogu. Za njih je prvo pravilo sastavio sv. Albert, jeruzalemski patrijarh 1209. godine. Po gori Karmelu i kapeli Bl. Dj. Marije ovi su se redovnici nazvali "Braća Blažene Djevice Marije od gore Karmela".
Kad su iz Palestine prešli u Europu, prvotno Pravilo je zbog novih okolnosti moralo doživjeti neke promjene. Kad je pak tijekom vremena u obje grane reda (karmelićani i karmelićanke) došlo do udaljavanja od Pravila, popustio je duh one prvotne revnosti.

### Terezijanska reforma i bosonogi karmelićani (OCD)
U to vrijeme, tijekom 16. stoljeća, obje grane Reda reformiraju sveta Terezija od Isusa (Avilska) i sveti Ivan od Križa u Španjolskoj. U Duruelu je 1568. započela terezijanska obnova muške grane Karmelskog Reda.
Tome je prethodio boravak oca Generala Ivana Krstitelja Rossija u Ávili 1567., kojom prigodom ga je mjesni biskup don Alvaro de Mendoza zamolio da dadne dozvolu za osnutak prema prvotnom Karmelskom Pravilu obnovljenih muških samostana u biskupiji. Sveta Terezija Avilska nigdje ne izjavljuje da ga je i ona isto pitala, ali ideja i molba su zacijelo krenuli od nje. O. General htjede dati dozvolu, ali se bojao negativne reakcije u redu pa je stoga odložio pitanje osnutka radi mira u Redu (usp. Osnuci 2,4).
Poslije nekoliko dana, Terezija je ponovno pokrenula pitanje osnutka braće koja bi se ravnala po istom Pravilu, te se preporučila Gospodinu i ocu Generalu napisala jedno pismo „moleći ga najbolje što sam umjela.“ U pismu mu je prikazala veliku korist koju bi time učinio za svoje služenje Našoj Gospi, što je bila slaba točka oca Generala – služenje Našoj Gospi, te se sv. Terezija nije ustručavala poslije izjaviti da ga je „sigurno Gospa nagovorila“, jer je General – koji se tada već nalazio u Barceloni – odgovorio potvrdno sv. Tereziji dajući joj dozvolu za osnutak dvaju „muških“ samostana. Nadnevak pisma je 10. kolovoza 1567.
Još je bilo potrebno dobiti dozvolu aktualnog i prethodnog provincijala. Tu je biskup posredovao i obojica su pristali. Ali sv. Tereziji punoj dobrih želja i dozvola nedostajalo je ono glavno: pronaći redovnike koji bi bili voljni započeti takvu obnovu karmelskog života. Nedostajalo joj je i mjesto gdje bi se započelo to i ostvarivati. Budući da joj se sve činilo mogućim, krenula je u potragu za braćom i kućom, i našla oboje.
Otišavši za Veliku Gospu na osnutak u Medinu del Campo 1567. još nije znala što joj je činiti. Tada joj je tamošnji prior o. Antonio de Heredia potajice priopćio svoju raspoloživost „i obećao mi da će biti prvi.“ Sv. Terezija je pomalo u šali uzela njegovu ponudu, i rekla mu „neka se vježba u stvarima koje želi obećati“ (Osnuci 3,16). Malo potom, susrela se s bratom Ivanom od sv. Matije, koji je netom nakon Mlade mise već mislio prijeći kartuzijancima, i kojega je pridobila za svoj projekt na koji je on pristao pod uvjetom da ne morao dugo čekati (usp. Osnutci 3,17).
Našavši braću, još je preostalo naći kuću. Izvjesni plemić iz Avile ponudio je sv. Tereziji kuću koju je posjedovao u nekom malom i pustom mjestu. Sv. Terezija se potrudila otići pogledati ponuđeno mjesto u lipnju 1568., i nakon puta teškog zbog velike vrućine, stigla tamo s još jednom sestrom i čuvenim Julijanom Avilskim. Uvidjevši malenost i trošnost ponuđenoga, vratila se u Medinu i izložila viđeno o. Antoniju i o. Ivanu, koji su vrlo rado prihvatili oskudne uvjete smještaja. O. Ivana je potom sv. Terezija povela preko ljeta sa sobom na osnutak u Valladolid gdje ga je pobliže uputila u to što namjerava s tim novim djelom.
O. Ivan stiže u Duruelo početkom listopada, te u suradnji s jednim tesarom namješta kuću za redovničko stanovanje. Vrlo brzo su završili s uređivanjem „jer nije bilo novaca, iako se namjeravalo mnogo toga učiniti“ (Osnutci 14,2), te se započelo s „bosonogim“ životom 28. studenoga 1568. s Antonijem od Isusa i Ivanom od Križa, te još dvojicom kandidata.
Sv. Terezija ih je nakon nekoliko mjeseci u korizmi 1569. obišla, kad je bila na putu za osnutak u Toledu. Svoja zapažanja i dojmove o tom susretu ostavila je u 14. poglavlju Knjige osnutaka. Ubrzo potom, zbog iznimno loših uvjeta života u Duruelu, osnutak je u lipnju 1570. preseljen u nedaleko mjesto Mancera de Abajo, ali karmelićani nisu nikad zaboravili „betlehemsku štalicu“ (Osnutci 14,6) iz Duruela, i s nostalgijom su to mjesto i kasnije posjećivali.
Na tom je mjestu poslije više godina sagrađena jedna kapelica, a 1637. čak i novi samostan, koji je međutim u potpunosti uništen nakon antiklerikalnih zakona u Španjolskoj 1835. godine. Nakon Drugog svjetskog rata, 20. srpnja 1947., na tom području je uspostavljen novi samostan bosonogih karmelićanki, koje, po želji svete Marije Maravillas od Isusa, nastavljaju uspomenu na Ivana od Križa u tamošnjoj samoći.

### Karmelićanke Božanskog Srca Isusova (CDJ)
Karmelićanke Božanskog Srca Isusova kao otvoreni (neklauzurni) red osnovala je u 19. stoljeću u Njemačkoj Marija Terezija od svetog Josipa.

## Suvremeni karmelićani
Sve karmelske zajednice odlikuju se velikim štovanjem Blažene Djevice Marije pod čijom zaštitom red živi i djeluje od početka. Iako je prelaskom iz Palestine u Europu Red izgubio svoju monašku dimenziju, mnoge provincije u Zapadnoj Europi i danas imaju po jedan samostan koji se naziva "pustinja", a u kojem karmelićani žive intenzivnijim molitvenim životom (zajednička liturgija časova i osobno razmatranje), u većoj povučenosti od svijeta.

## Karmelićani u Hrvata

### Hrvatska karmelska provincija sv. Oca Josipa (OCD)
U Hrvatskoj u okviru Hrvatske karmelske provincije svetoga Oca Josipa djeluju bosonogi karmelićani. Karmelićani su u Hrvatsku došli preko njihovog samostana u Somboru u Bačkoj 1904., gdje su se i općenito prvotno ukorjenili među Hrvatima. Za to je zaslužan Sluga Božji Gerard Tomo Stantić koji je planirao dovesti ove redovnike u Hrvatsku. Zbog njegovog zalaganja i truda je stekao naziv Oca Hrvatske karmelske provincije. 
Veliku pomoć u ostvarenju Stantićevog nauma je dao zagrebački nadbiskup bl. Alojzije Stepinac koji je i pozvao karmelićane u Hrvatsku. 
Planove je omeo Drugi svjetski rat, a konačno ostvarenje Stantićevog plana se zbilo tek poslije njegove smrti. Prvi karmelićani su došli 1958. u Hrvatski Leskovac kod sestara karmelićanki, a 1959., kada karmelićani dolaze u Zagreb (Remete), gdje su preuzeli upravu župe i svetišta Gospe Remetske, "Zagovornice Hrvatske" u Remetama (onda kod Zagreba, a danas dijelom Zagreba), a 1960., na blagdan sv. Josipa kardinal Franjo Šeper je osnovao prvi karmelićanski samostan u Hrvatskoj. 
Zatim otvaraju 1976. kuću u Splitu na Kamenu, potom u Krku 1996., a u najnovije vrijeme sagradili su samostan i duhovni centar Sv. Ilije kod Buškog jezera u Hercegovini, a Hrvatska karmelska provincija sv. Oca Josipa obuhvaća i samostan u Sofiji u Bugarskoj. Od 1987. u Remetama djeluje Institut za kršćansku duhovnost.
Hrvatski karmelićani su do 1990. imali status komesarijata, a onda je utemeljena Hrvatska karmelska provincija sv. Oca Josipa. Sjedište joj je u Zagrebu u Remetama.
Poznati hrvatski karmelićani: Vinko Mamić, Ivan Keravin, sluga Božji Gerard Tome Stantić, Ivan Albert Galović (skladatelj), Marko Anđelko Pašalić (slikar), Marin Ladislav Marković, Alojzije Ante Stantić, Jakov Mamić, Jure Zečević, Vjenceslav Mihetec (Slavek), Dario Tokić, Zlatko Pletikosić, Viktor Grbeša, Franjo Podgorelec, Anto Knežević, Vedran Pavlić, Branko Zebić, Smiljenko Brnadić
Pitomcem karmelićana u Somboru je bio i bački hrvatski znanstvenik Ante Sekulić.

### Hrvatska provincija sv. Male Terezije Karmelićanki Božanskog Srca Isusova (BSI)
Prve karmelićanke pristigle u Hrvatsku početkom 20. stoljeća bile su Karmelićanke Božanskog Srca Isusova. Karmel Božanskog Srca Isusova je utemeljila Marija Terezija od sv. Josipa. Sjedište hrvatske provincije je u Hrvatskom Leskovcu, a u Hrvatskoj, BIH, Nigeriji i Rusiji imaju još dvanaest samostana. Sestre su aktivne u radu s djecom u domovima za nezbrinutu djecu (Kuća sv. Josipa i Kuća sv. Terezije od Djeteteta Isusa) i Dječjem vrtiću sv. Male Terezije. Također, osnovale su Zajednicu karmelskih laika BSI i Mlade Karmela BSI. Sestre organiziraju kršćansko druženje mladeži Karmelijadu.

### Federacija samostana bosonogih karmelićanki »Blaženi Alojzije Stepinac«(OCD)
Klauzurne karmelićanke su u Hrvatsku došle na poziv kardinala Alojzija Stepinca. Godine 1939. utemeljile su svoj klauzurni Karmel u Brezovici, a potom djeluju u Juršićima, odakle odlaze u Kloštar Ivanić. Godine 1987. sestre iz Kloštra Ivanića osnivaju samostan u Šarengradu. Početkom velikosrpske agresije na Hrvatsku ih velikosrbi protjeruju iz Šarengrada te su neko vrijeme sestre provele kao prognanice u Remetama. U međuvremenu im je izgrađen samostan u Đakovačkoj Breznici, kod Đakova, a izgrađen je i osnovan novi samostan i u Mariji Bistrici.

## Vanjske poveznice
Mrežna mjesta
- Karmelićani (OCar), službeno mrežno mjesto
- Bosonogi karmelićani (OCD), službeno mrežno mjesto
- Hrvatska karmelska provincija, službeno mrežno mjesto
- Karmelska duhovnost
- Hrvatska riječ  Arhivirana inačica izvorne stranice od 17. travnja 2008. (Wayback Machine) Tiho prisustvo samozatajnih redovnika